# Debitkommission
Debitkommission (von lat. debere „schulden“) war im Heiligen Römischen Reich ein Instrument der Schuldenregulierung und ggf. Zwangsverwaltung überschuldeter souveräner Staaten (der Reichsstände) und seltener nicht reichsunmittelbarer Grundherrschaften.

## Kaiserliche Kommissionen
Der Reichshofrat (RHR) hatte die Möglichkeit „Kaiserliche Kommissionen“ einzusetzen. Diese Kommissionen konnten mit allen Angelegenheiten betraut werden, für die der Reichshofrat selbst zuständig war. Die Einsetzung erfolgte in drei Viertel aller Fälle auf Antrag einer Partei. In welchem Umfang der Reichshofrat von diesem Instrument Gebrauch machte, ist nicht zusammenfassend erforscht. Dies hängt damit zusammen, dass auch Abordnungen, die gerichtsorganisatorische Angelegenheiten, wie die Regelung von Erbschafts- oder Vormundschaftsangelegenheiten oder die Eröffnung von Akten ebenfalls als kaiserliche Kommissionen bezeichnet wurden. Die Kommissionen, die zur Lösung von rechtlichen Streitfällen dienten, waren eine kleine Teilmenge dieser Kommissionen. Für die Regierungszeit von Kaiser Ferdinand III. sind 650 Kommissionen derartig dokumentiert. Der Antrag auf Einrichtung einer Kommission konnte vom RHR auch abgelehnt werden. In der Amtszeit Ferdinand III. war dies in über 70 Fällen der Fall.
Die Kommission wurde durch kaiserliches Schreiben aufgrund des Beschlusses des Reichshofrates eingesetzt. Formell handelte sie im Namen des Kaisers. Die Kommission bestand aus einem oder mehreren Mitgliedern. Üblicherweise war die geographische Nähe zu den Streitparteien ein wesentliches Auswahlkriterium. Eine Zugehörigkeit zum gleichen Reichskreis war üblich. Gerade in der Anfangszeit wurde penibel auf die Konfessionszugehörigkeit der Kommissare geachtet.
Gegen die Einsetzung einer Kommission oder die Auswahl der Mitarbeiter konnte beim Reichshofrat Beschwerde geführt werden. Gründe konnten z. B. Befangenheit sein. Einzelne Reichsstände (wie z. B. die Reichsstadt Regensburg aufgrund eines Privilegs Karl V.) verfügten über kaiserliche Privilegien, von allen Kommissionen befreit zu sein.

### Kompetenzen
Die Kommissionen konnten unterschiedliche Aufgaben haben. So konnte es sich um reine Untersuchungskommissionen handeln, sie konnten aber auch mit der Umsetzung von Maßnahmen beauftragt sein.
Die eigentliche Entscheidung im Rechtsstreit traf der RHR. Allerdings bestand die Möglichkeit, dass der RHR Austragsrichter (oder als Kommission Austrägalkommissionen) benannte, die vor Ort befähigt waren, den Richterspruch zu treffen. Überwiegend wurde versucht Kompromisslösungen zu finden und den Konflikt per Rezess zu lösen. Im Extremfall konnte die Arbeit der Kommissionen auch durch Reichsexekutionen unterstützt werden.

### Themen
Bei 80 % der Kläger und 90 % der Beklagten handelte es sich um reichsunmittelbare. Die von den kaiserlichen Kommissionen behandelten Themen umfassen das gesamte Spektrum der Konflikte im alten Reich. Bei etwa einem Drittel der Fälle ging es um Familiäres, vor allem erbrechtliche Auseinandersetzung, bei einem Drittel um ökonomische Fragestellungen und bei 15 % um hoheitliche Fragen. 
Eine häufige Fragestellung war die Regelung von Schuldverhältnissen und Überschuldung. Die diesbezüglichen Kommissionen werden Debitkommissionen (Schuldkommissionen, lat. Commissiones ad tractandum cum creditoribus) genannt.

## Debitkommissionen
Johann Jakob Moser teilt die Debitkommissionen je nach Auftrag idealtypisch in drei Typen auf:
- Untersuchungskommissionen hatten den Auftrag die tatsächliche Finanzsituation zu erheben.
- Administrationskommissionen hatten den Auftrag konkrete Maßnahmen zur Schuldentilgung durchzuführen.
- Konkurskommissionen hatten den Auftrag ein förmliches Konkursverfahren durchzuführen.

### Gründe für die Überschuldung der Reichsstände
Als Gründe für die Überschuldung der Reichsstände werden überwiegend Kriegsfolgen, die Kosten prunkvoller Hofhaltung und überhöhte Militärausgaben genannt. Insbesondere am Ende des Dreißigjährigen Krieges waren viele souveräne Fürsten kriegsbedingt überschuldet. Neben den Kosten des Krieges waren vor allem die Einnahmen zusammengebrochen.
In späterer Zeit war es vor allem der Aufwand, der mit der Hofhaltung betrieben wurde, der zu Zahlungsproblemen führte. 

### Auftrag der Debitkommissionen
Die Debitkommissionen wurden jeweils schriftlich mit ihrem Auftrag betraut. Diese Aufträge waren sich bis zum Wortlaut hin sehr ähnlich. Angeordnet wurde:
- Die Beamten des Schuldners in Pflichten zu nehmen, d. h. diese auf die Kommission zu vereidigen und Auftragsgewalt über sie zu erhalten.
- Eine Aufstellung über Schulden und Vermögen zu erstellen.
- Einen gütlichen Zahlungsplan mit den Gläubigern zu vereinbaren.
- Maßnahmen zu unternehmen, die die Zahlungsfähigkeit verbessern.
- Ein Urteil zu bewirken und bekannt zu geben.

### Vorrang der Debitkommission
Der Antrag auf Einrichtung einer Debitkommission wurde vielfach von den Schuldnern gestellt. Grund war, dass mit der Bildung der Debitkommission ein „Forum universale“ geschaffen wurde, in das alle Forderungen eingingen. Damit war es möglich die Exekution bereits ergangener Urteile in einzelnen Schuldsachen aufzuheben. Die betreffenden Schuldangelegenheiten gingen ebenfalls in das Aufgabenfeld der Debitkommission über. Das Verfahren hatte dann mehr die Funktion eines Konkursverfahrens, in dem kein Schuldner bevorzugt werden sollte.

### Konkursverfahren
In einem Konkursverfahren konnte die Kommission Sicherungsmaßnahmen anordnen und einen Vermögensverwalter bestellen. Im Liquidationsverfahren erfolgte zunächst eine öffentliche Ladung der Gläubiger (Ediktalzitation), Forderungen anzumelden. Die Forderungen  wurden geprüft und im Positivfall für „liquid“, d. h. berechtigt und vollstreckbar erklärt. Im folgenden Prioritätsverfahren wurde die Rangfolge der Forderungsbegleichung festgesetzt und ggf. im Distributionsverfahren die Masse entsprechend verteilt. 

## Rechtsgrundlage
Die Einrichtung kaiserlicher (Debit-)Kommissionen war in der Reichshofratsordnung geregelt. Auch das Reichskammergericht verfügte über die Möglichkeiten Kommissionen einzusetzen. Debitkommissionen im hier beschriebenen Sinne wurden jedoch ausschließlich vom Reichshofrat eingesetzt.
Mit dem Ende des alten Reiches endete eigentlich das Mandat der Debitkommissionen. Die bestehenden setzten jedoch dennoch in vielen Fällen ihre Arbeit fort. So arbeitete die 1769 in Sachsen-Hildburghausen eingesetzte Debitkommission bis 1826. Nach 1806 verzichtete die Debitkommission auf das Attribut „kaiserliche“ und nannte sich schlicht Debitkommission.